# Rhetinantha aciantha
Rhetinantha aciantha är en orkidéart som först beskrevs av Heinrich Gustav Reichenbach, och fick sitt nu gällande namn av Mario Alberto Blanco. Rhetinantha aciantha ingår i släktet Rhetinantha och familjen orkidéer. Inga underarter finns listade i Catalogue of Life.